# 29750 Chleborad
A 29750 Chleborad (ideiglenes jelöléssel 1999 CA3) a Naprendszer kisbolygóövében található aszteroida. Charles W. Juels fedezte fel 1999. február 8-án.